# Pabedilan Kidul
Pabedilan Kidul is een bestuurslaag in het regentschap Cirebon van de provincie West-Java, Indonesië. Pabedilan Kidul telt 4767 inwoners (volkstelling 2010).